# Melanoplus pygmaeus
Melanoplus pygmaeus är en insektsart som beskrevs av Davis, W.T. 1915. Melanoplus pygmaeus ingår i släktet Melanoplus och familjen gräshoppor. Inga underarter finns listade i Catalogue of Life.